# Partit Democràtic del Poble
El Partit Democràtic del Poble (turc: Halkların Demokratik Partisi, abreujat HDP; kurd: Partiya Demokratik a Gelan) és un partit polític turc fundat el 15 d'octubre de 2012. Sorgit del moviment polític kurd, té com a objectiu representar a la societat turca en la seva diversitat i establir un pont polític amb el moviment ciutadà de protesta que va organitzar les manifestacions del parc Gezi en 2013. El co-líder del HDP, Selahattin Demirtaş, ha abanderat un programa polític de caràcter progressista que defensa la igualtat de drets per a les dones, protecció del medi ambient i respecte als drets de la comunitat LGBT. Per a Demirtaş, considerat com el "gran unificador" del poble kurd modern, segons Demirtaş, el HDP és "l'únic partit que reflecteix el pluralisme a Turquia".

## Història

### Congrés Democràtic dels Pobles
El Partit Democràtic dels Pobles es va formar durant el Congrés Democràtic dels Pobles (Halkların Demokratik Kongresi, HDK), una plataforma formada per 33 grups d'esquerres, feministes, LGBT, sindicats i grups que representen al poble alevís, armenis i pomacs, així com els següents partits polítics:
- Partit Democràtic de les Regions (Barış ve Demokrasi Partisi).
- Partit Socialista Revolucionari dels Treballadors (Devrimci Sosyalist Işçi Partisi).
- Partit Socialista dels Oprimits (Ezilenlerin Sosyalist Partisi).
- Partit de la Democràcia Socialista (Sosyalist Demokrasi Partisi).
- Partit Socialista de Refundació (Sosyalist Yeniden Kuruluş Partisi).
- Partit del Futur de l'Esquerra i dels Verds (Yeşiller veu Sol Gelecek Partisi).
- Partit del Treball (Emek Partisi).

A les eleccions generals de 2011, l'HDK va presentar 61 candidats independents per tal de superar el llindar parlamentari del 10% en l'anomenat "Bloc Treball, Democràcia i Llibertat", 36 dels quals van ser elegits. L'elecció de Hatip Dicle va ser anul·lada posteriorment pel Consell Electoral Suprem.
Fatma Gök, una de les cofundadores de l'HDP, va descriure l'HDK com un mitjà per proporcionar esperança política als ciutadans i també com una via d'intervenir en el sistema polític turc. El HDK funcionava organitzant conferències i congressos, establint el HDP com un mitjà per complir els seus objectius polítics i tenir influència política.

### Principis fundacionals
La inscripció formal de l'HDK com a partit polític es va lliurar al Ministeri de l'Interior el 15 d'octubre de 2012. Un dels presidents del partit, Yavuz Önen, va afirmar que el partit seria l'ala política de l'HDK i no un substitut.
Els seus cofundadors van descriure l'HDP com un partit amb l'objectiu eliminar l'explotació del treball i restablir fonamentalment una democràcia en la qual les persones honorables i humanitàries puguin conviure com a ciutadans iguals. Es va descriure a més com un partit que pretenia introduir un canvi fonamental en el sistema capitalista existent, tot i unir una àmplia gamma de moviments d'esquerres. Gök va afirmar que qualsevol moviment polític amb objectius similars a l'HDK que no s'hagués fusionat amb el partit era benvingut a fer-ho. Tanmateix, Önen va afirmar que l'HDP concorreria a les eleccions com a partit i no com a part d'una aliança electoral més àmplia.
Es va plantejar la preocupació pel fet que la inclusió del Partit de la Pau i la Democràcia (BDP), un partit nacionalista kurd, plantejaria acusacions de que l'HDP seria un partit orientat principalment a persones kurdes. Tanmateix, Önen va afirmar que l'objectiu clau de l'HDP era establir una perspectiva diferent de l'escena política turca, allunyant-se de la dicotomia existent "kurd contra turc" que s'havia consolidat institucionalment en les percepcions polítiques turques. Tres destacats parlamentaris del BDP, Sebahat Tuncel, Sırrı Süreyya Önder i Ertuğrul Kürkçü van deixar el seu càrrec l'octubre del 2013 per unir-se al HDP. Levent Tüzel, antic president del Partit Laborista i membre independent del parlament, també s'hi va unir. L'abril de 2014, 24 parlamentaris més del BDP es van unir a l'HDP.

### Divisió amb el Partit Laborista
El Partit Laborista (EMEP) havia estat membre del Congrés Democràtic dels Pobles i havia participat en la creació de l'HDP el 2012. No obstant això, l'EMEP va publicar un comunicat el 17 de juny de 2014 anunciant la seva escissió. La divisió es va atribuir a la reestructuració del partit nacionalista BDP amb visió local i reanomenat Partit Demòcrata de les Regions (DBP), mentre que el grup parlamentari del BDP s'integraria a l'HDP. Això, al seu torn, requeria que una modificació dels estatuts de l'HDP per tal de garantir major conformitat amb la ideologia del BDP, fet que va propiciar a l'escissió de l'EMEP, tot i que continuarien participant a l'HDK. Malgrat la divisió, el Partit Laborista va donar suport al candidat presidencial de l'HDP Selahattin Demirtaş per a les eleccions presidencials de 2014 i també va anunciar que no es presentarien a les eleccions generals de juny de 2015.

### Intent d'il·legalització
El 2021, la fiscalia turca va jutjar al complex penitenciari de Sincan, a la província d'Ankara, 108 membres de l'HDP acusats de 29 delictes diferents, pels quals es demanaven penes de 19.000 anys de presó, per les protestes produïdes a tot Turquia contra el setge de Kobani del 2014 per part del Daesh, en què van perdre la vida 37 persones, 27 d'elles kurdes. Entre les acusacions es trobava la de «soscavar la unitat de l'Estat» però també d'altres com l'assassinat o el dany a béns públics. Les denuncies penals es fonamentaven principalment en una piulada de l'HDP en què es feia una crida perquè la ciutadania es mobilitzés i denunciar el que estava succeint a Rojava.
En el banc dels acusats s'hi assegueren els excopresidents de l'HDP Selahattin Demirtaş i Figen Yüksekdağ, així com els membres del Consell Executiu Central el 2014 i diverses diputades i alcaldesses, 28 de les quals es trobaven empresonades.

## Ideologia
El HDP defensa els valors de treball, igualtat, llibertat, pau i justícia en oposició a les "forces racistes, nacionalistes, militaristes, sexistes, conservadores i mercantilistes". Reconeix el paper en la societat de tot individu o grup al marge de la seva llengua, religió, color, raça o diferència sexual i en particular dels treballadors, obrers, camperols, petits comerciants, dones, joves, intel·lectuals, artistes, persones LGTBI, discapacitats, oprimits i explotats, al marge de la nació, llengua, ètnia a la qual pertanyin, en un món equitatiu, lliure, humà i just.
Els seus cofundadors, Yavuz Önen i Fatma Gök, que un dels principis fonamentals de l'HDP era el rebuig al capitalisme i l'explotació laboral en benefici de tots els ciutadans turcs independentment de la seva raça, gènere o religió. El partit en aquest sentit és, per tant, laic, tot i que s’ha abstingut d’aprovar el laïcisme promogut per Mustafa Kemal Atatürk. El HDP també ha demanat una nova constitució que consagri els drets de les minories kurdes i alevis entre d'altres.
El poble kurd que viu a Turquia han estat durant molt temps una minoria perseguida o assimilada per la força. Això els ha portat a donar suport als partits independentistes, d'esquerres i nacionalistes kurds. Inicialment el Partit Popular Laborista i va continuar amb el Partit Llibertat i Igualtat el juny del 1992, el Partit Llibertat i Democràcia l’octubre del 1992, el Partit de la Democràcia el 1993, el Partit de la Democràcia del Poble el 1994, el Partit Democràtic Popular el 1997, el Partit de la Societat Democràtica el 2005, el Partit de la Pau i la Democràcia el 2008 i finalment el Partit Demòcrata de les Regions el 2014. La majoria d'aquests partits van ser prohibits i acusats de violar la constitució alegant el seu vincle amb el moviment independentista kurd. Tot i que els partits Partit per la Pau i la Democràcia i al Partit Demòcrata de les Regions també integren l'HDP i són obertament independentistes, l'HDP pretén establir una nova perspectiva que superi la divisió tradicional Turquia-Kurdistan. L'HDP pretén representar col·lectivament persones de totes les procedències ètniques o religioses i salvaguardar les seves llibertats civils mitjançant la democràcia directa i la fi de l'explotació capitalista. El partit ha defensat durant molt de temps l'establiment de "parlaments populars" locals per augmentar la representació democràtica i la descentralització del poder. Gran part dels intents del partit per unir ciutadans a tota Turquia es produeixen a través de l'oposició al governador conservador Partit de la Justícia i el Desenvolupament (AKP), que l'HDP ha acusat de ser autoritari, explotador i discriminador de les minories religioses. La política exterior del HDP també implica obrir la frontera amb Armènia, tancada des dels anys noranta a causa dels intents de Turquia de debilitar econòmicament Armènia durant la primera guerra del Nagorno-Karabakh.
S'han plantejat dubtes sobre si l'HDP respecta o dona suport a la unitat de la República Turca, especialment a causa de les acusació segons les quals l'HDP treballa amb organitzacions separatistes com el PKK. Segons l'HDP, però les acusació són falses. Durant una conferència a la campanya de les eleccions presidencials de Selahattin Demirtaş, l'HDP havia causat controvèrsia en no mostrar cap bandera turca. En resposta, Demirtaş va afirmar que l'HDP respectava la bandera, afirmant que representava a tots els ciutadans de Turquia.
El partit s’adreça a un ampli espectre d’electors, ja que ha tingut candidats de diferent gènere i procedència social, nacional i religiosa. Una elevada proporció de dones, a més de candidats alevis, armenis, yazidis i assiris.
Alguns analistes el consideren l'HDP com la variant turca del grec Syriza o el Podem espanyol, per les seves postures anticapitalistes.

## Líders
L'HDP té un sistema copresidencial, és a dir, el partit està presidit per un president i una presidenta, elegits durant els congressos del partit. Des de la seva creació el 2012, el partit compta amb un total de deu líders, cinc homes i cinc dones. Els actuals líders van ser elegits al 4t Congrés del Partit Democràtic dels Pobles el 23 de febrer de 2020.
A continuació es mostra una llista dels copresidents actuals i anteriors del HDP:
| No. | President (naixement–mort)  | Fotografia      | Presidenta (naixement–mort) | Fotografia        | Temps                | Temps                |
| --- | --------------------------- | --------------- | --------------------------- | ----------------- | -------------------- | -------------------- |
| 1   | Yavuz Önen (1938–)          |                 | Fatma Gök (1948–)           |                   | 15 d'octubre de 2012 | 27 d'octubre de 2013 |
| 2   | Ertuğrul Kürkçü (1948–)     |                 | Sebahat Tuncel (1975–)      |                   | 27 d'octubre de 2013 | 22 de juny de 2014   |
| 3   | Selahattin Demirtaş (1973–) |                 | Figen Yüksekdağ (1971–)     |                   | 22 de juny de 2014   | 9 de març de 2017    |
| 4   | Selahattin Demirtaş (1973–) | Serpil Kemalbay |                             | 9 de març de 2017 | 11 de febrer de 2018 |                      |
| 5   | Sezai Temelli (1963–)       |                 | Pervin Buldan (1967–)       |                   | 11 de febrer de 2018 | 23 de febrer de 2020 |
| 6   | Mithat Sancar (1963–)       |                 | Pervin Buldan (1967–)       |                   | 23 de febrer de 2020 | Actualment           |

### Presidents honoraris
Al congrés extraordinari celebrat el 22 de juny de 2014, el president sortint Ertuğrul Kürkçü va ser guardonat amb la condició de president d’honor. Kürkçü és el primer copresident a exercir aquesta funció.
| No. | President (naixement–mort) | Fotografia | Temps              | Temps      |
| --- | -------------------------- | ---------- | ------------------ | ---------- |
| 1   | Ertuğrul Kürkçü (1948–)    |            | 22 de juny de 2014 | Actualment |

## Congressos
El partit ha celebrat diversos congressos ordinaris a diferents ciutats, sobretat en províncies del sud-est de Turquia. Fins ara, el partit ha tingut dos congressos extraordinaris a nivell nacional, celebrats el 2013 i el 2014, per tal de seleccionar els presidents del partit per les eleccions legislatives.

### Primer congrés extraordinari, 2013
El primer congrés extraordinari del partit es va celebrar a l'estadi Ahmet Taner Kışlalı d'Ankara el 27 d’octubre de 2013. La Junta Executiva de l'HDP i el Consell de Preparació del Congrés van proposar Ertuğrul Kürkçü i Sebahat Tuncel per als càrrecs de la presidència. El congrés es va centrar principalment en donar suport a les protestes del parc Gezi. També es va llegir un missatge del líder del PKK empresonat, Abdullah Öcalan, que subratllava el suport del partit a una descentralització del poder i a l'establiment de "parlaments populars". Es van triar 105 membres de la sessió i 25 membres de reserva al Consell del Partit.

### Segon congrés extraordinari, 2014
El segon congrés extraordinari del partit es va tornar a celebrar a l'estadi Ahmet Taner Kışlalı el 22 de juny de 2014. 156 delegats van elegir la nova copresidència. Atès que no es va poder obtenir la majoria en les dues primeres rondes de votació, van procedir a una tercera volta on Selahattin Demirtaş va ser elegit president i Figen Yüksekdağ va ser elegida presidenta del partit. Els discursos dels líders es van centrar principalment en la corrupció del govern turc i també l'oposició al sistema polític establert. Es van elegir 100 membres en actiu i 50 de reserva per al Consell del Partit. Els presidents sortints Ertuğrul Kürkçü i Sebahat Tuncel van ser declarats presidents honoraris del partit.

### Tercer congrés extraordinari, 2017
El tercer congrés extraordinari es va celebrar el 20 de maig de 2017. Serpil Kemalbay va ser elegida presidenta, mentre que Selahattin Demirtaş va ser reelegit. L’anterior líder, Figen Yüksekdağ, havia estat empresonada el novembre de 2016, el Parlament turc va revocar el seu escó el 21 de febrer de 2017 i, finalment, el Tribunal d’apel·lació suprem va dictaminar que ja no era membre de l'HDP el 9 de març de 2017.

## Resultats electorals
Eleccions municipals turques de 2014
A les eleccions municipals turques de 2014 l'HDP va concòrrer per separat del BDP. El primer competia a nivell nacional i el segon es va presentar a les zones kurdes del país, excepte a les províncies de Mersin i Konya on ambdós concorrien alhora. L'HDP va aconseguir gairebé 920.000 vots, gairebé el 2% que va suposar l'elecció de nou consellers municipals i un conseller provincial.
Després de les eleccions locals, els dos partits es van reorganitzar en una estructura conjunta. El 28 d'abril de 2014, tot el grup parlamentari de BDP es va unir a HDP, mentre que BDP (que es va reorganitzar com a Partit Demòcrata de les Regions al juliol) va quedar-se exclusivament amb els representants a nivell d'administració local.
Eleccions presidencials turques de 2014
A les eleccions presidencials del 2014, el partit va presentar el seu president el 30 de juny, Selahattin Demirtaş, que va obtenir el 9,77% dels vots. La campanya es va centrar en el procés de Solució amb els rebels kurds.
El 15 de juliol, Demirtaş va esbossar el seu programa per la presidència. En un discurs de poc menys d'una hora, va proposar que es dissolgués la Presidència d'Afers Religiosos (Diyanet), que es retiressin les classes obligatòries de religió a les escoles i que Cemevis (cases de culte aleví) rebés el reconeixement nacional. També va proposar la creació de "parlaments populars" (Cumhur meclisleri), que també incorporarien parlaments juvenils per augmentar la representació de persones joves. Per impulsar una nova constitució, Demirtaş va exposar la necessitat d'acabar amb la no representació de diferents cultures, llengües, races i creences sense amb l'objectiu de garantir l'estabilitat nacional. També en el seu discurs, va elogiar les protestes del parc Gezi i va mostrar fotos seves durant els fets. Va elogiar la mare de l'adolescent assassinat Berkin Elvan, que va morir 269 dies després que un pot de gasos lacrimògens el deixés en coma. Sobre la qüestió de la manca de banderes turques dins del saló on pronunciava el seu discurs, Demirtaş va afirmar que la bandera turca representava a tots els ciutadans de Turquia. El seu eslògan va ser "Bir Cumhurbaşkanı Düşün" (Imagineu-vos un president), al que seguien diverses frases diferents, com ara "Bir Cumhurbaşkanı Düşünün Ayrımcılık yapmıyor. Birleştiriyor, barıştırıyor". (Imagineu-vos un president que no discrimini, que uneixi i faci la pau) o "Bir Cumhurbaşkanı Düşünün Herkese Demokrat" (Imagineu-vos un president que sigui democràtic per a tothom). La majoria dels vots emesos per Demirtaş van ser del sud-est kurd.
Eleccions generals
| Election              | Leader                              | Vote      | Result        | Seats          | Position     | Map |
| --------------------- | ----------------------------------- | --------- | ------------- | -------------- | ------------ | --- |
| 7 de juny de 2015     | Selahattin Demirtaş Figen Yüksekdağ | 6.058.489 | 13,12% 13,12% | 80 / 550 ( 80) | #4t          |     |
| 1 de novembre de 2015 | Selahattin Demirtaş Figen Yüksekdağ | 5.144.108 | 10,76% 2,37%  | 59 / 550 ( 21) | #3r oposició |     |
| 24 de juny de 2018    | Sezai Temelli Pervin Buldan         | 5.866.309 | 11,70% 0,94%  | 67 / 600 ( 19) | #3r oposició |     |

A les eleccions legislatives de juny 2015 es presentà amb l'objectiu d'aconseguir superar la barrera del 10% dels vots imposada pels generals després del cop d'estat en 1980 per accedir al Parlament i participant del govern electoral interí format pel primer ministre d'APP, Ahmet Davutoğlu el 28 d'agost de 2015, amb els diputats Ali Haydar Konca i Müslüm Doğan passant a ser el ministre d'Afers de la Unió Europea i el ministre de Foment respectivament. Durant la campanya de les eleccions legislatives de novembre de 2015 que va guanyar Erdogan va patir almenys 70 atacs violents, entre els més greus l'assassinat de Hamdullah Oge, activista prokurd i xofer d'un autobús de l'HDP, assassinat en Bingöl després d'haver estat torturat (sud-est de Turquia) i un atemptat en Diyarbakır que va provocar almenys dos morts i 350 ferits.